# Delas
Delas (o Nilopoli) era un'antica città egiziana situata sulla riva sinistra del Nilo, circa quarantanove miglia da Menfi.

## Storia
Secondo Tolomeo  (IV, v, 26) la città era situata su un'isola del Nilo nel nomo di Eracleopoli.
In epoca cristiana fu sede di una diocesi suffraganea di Ossirinco. Eusebio, nella sua Storia ecclesiastica (VI, 41) afferma che essa era sede del vescovo Cheremone, martirizzato durante la persecuzione di Decio.
La Cronaca di Giovanni di Nikiou parla di questa città in relazione alla conquista musulmana dell'Egitto e ad essa si riferiscono i geografi arabi medievali chiamandola appunto Delas.
Nel quattordicesimo secolo Delas pagava circa 20 000 denari di tasse, il che la indica come una città di una certa importanza.
Nel periodo dei chedivè, Delas faceva parte del di rettorato (Mudrya) di Beni Suef  nel distretto di El-Zaouiet e contava circa 2 500 abitanti, di cui circa 1000 nomadi beduini.